# Cuilapa
Cuilapa ist eine Stadt in Guatemala und Verwaltungssitz des Departamentos Santa Rosa sowie der Großgemeinde (Municipio) Cuilapa, die sich auf 365 km² erstreckt und etwa 25.000 Einwohner hat.

## Lage und Klima
Die Stadt liegt etwa 50 km südöstlich von Guatemala-Stadt in den südlichen Ausläufern des zentralen Hochlandes auf 893 m Höhe. Cuilapa ist das geografische Zentrum des amerikanischen Doppelkontinents, woran in der Stadtmitte ein Denkmal erinnert. Man erreicht Cuilapa von Guatemala-Stadt aus auf der Interamericana (CA 1) nach El Salvador. Das Klima in Cuilapa ist gemäßigt, die Temperaturen schwanken zwischen 20 und 28 °C.

## Wirtschaft und Tourismus
Traditionell wichtigster Wirtschaftszweig Cuilapas ist die Landwirtschaft und hier insbesondere der Anbau von Kaffee, Zuckerrohr, Weizen und verschiedenen Zitrusfrüchten. Darüber hinaus ist auch die Vieh- und Pferdezucht von Bedeutung.
Der Tourismus spielt nur eine untergeordnete Rolle. Sehenswert ist die vier Kilometer vor der Stadt entfernte, 1592 gebaute Brücke über den Río de Los Esclavos.

## Geschichte
Vor der Ankunft der Spanier siedelten in der Gegend der heutigen Stadt Cuilapa Angehörige der Xinca. Diese wurden unterworfen und versklavt, woran heute der Name des Flusses Río Esclavos und ein gleichnamiger Ort südöstlich von Cuilapa erinnert. Bis 1600 entstand am Ort der heutigen Stadt ein Dorf, dem von mexikanischen Söldnern der Name Cuajiniquilapa gegeben worden war. 1791 wurde die Stadt durch ein Erdbeben fast völlig zerstört. Nach der Unabhängigkeit von Spanien wurde Cuilapa im Jahr 1825 Sitz einer Bezirksverwaltung, 1852 dann Hauptstadt des neu gegründeten Departamentos Santa Rosa.
Am 8. März 1913 zerstörte ein Erdbeben die Stadt erneut, die Bürger bauten sie jedoch bis Oktober 1920 wieder vollständig auf.